# William King Gregory
William King Gregory (19, tháng 5 năm 1876 - 29, tháng 12 năm 1970) là một nhà động vật học người Mỹ, nổi tiếng là một nhà linh trưởng học, cổ sinh vật học, hình thái và chức năng so sánh. Ông là một chuyên gia về bộ răng động vật có vú và đóng góp hàng đầu cho lý thuyết tiến hóa. Ngoài ra, ông đã tích cực truyền đạt ý tưởng của mình đến sinh viên và công chúng thông qua sách vở, hiện vật bảo tàng.